# Josef Rufer
Josef Rufer, född 18 december 1893 i Wien, död 7 november 1985 i Berlin, var en österrikisk musikolog. Han är känd framför allt för sina verk om Arnold Schönberg.